# Feldspat

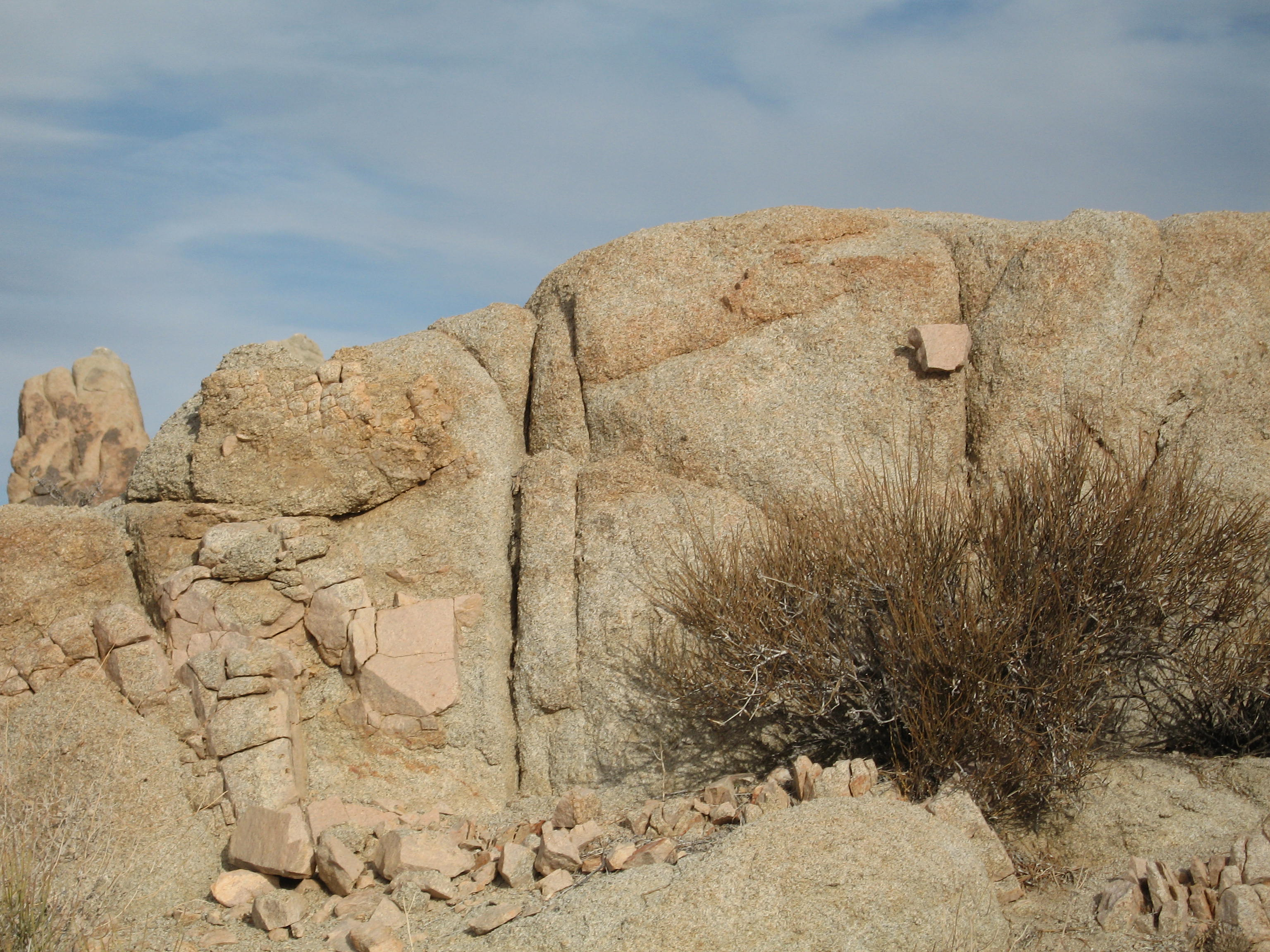
Feldspat-Blöcke in Monzogranit im Joshua-Tree-Nationalpark

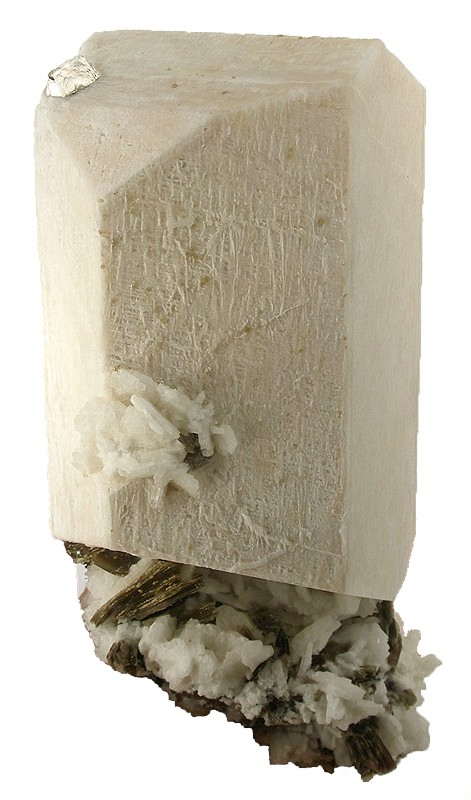
Einkristall eines monoklinen Feldspats aus dem Jequitinhonha-Tal, Minas Gerais, Brasilien
(Größe: 18 cm × 21 cm × 8,5 cm)

Die Minerale der Feldspatgruppe (kurz Feldspate) sind eine große Gruppe sehr häufig vorkommender Silikate mit der allgemeinen chemischen Zusammensetzung (Ba,Ca,Na,K,NH4,Sr)(Al,Fe3+,B,Si)4O8. Die in Klammern angegebenen Elemente können sich jeweils gegenseitig vertreten (Substitution, Diadochie), stehen jedoch immer im selben Mengenverhältnis zu den anderen Bestandteilen des Minerals.
Strukturell gehören die Feldspate zu den Gerüstsilikaten (Tektosilikaten) und kristallisieren entweder im monoklinen oder im triklinen Kristallsystem. Die Kristalle unterscheiden sich morphologisch wenig voneinander und finden sich meist in Form prismatischer bis tafeliger Kristalle und Kristallgruppen oder körniger Mineral-Aggregate und spaltbarer Massen. Häufig treten auch Zwillinge nach dem Karlsbader- oder Albitgesetz auf.
Auch bei den physikalischen Eigenschaften weisen die Minerale der Feldspatgruppe viele Gemeinsamkeiten auf. So liegt ihre mittlere Mohshärte zwischen 6 und 6½ und ihre Dichte zwischen 2,5 bis 2,7 g/cm³. Charakteristisch ist auch ihre vollkommene Spaltbarkeit nach zwei Richtungen. Die meisten Feldspate sind zudem sehr hellfarbig, das heißt entweder farblos durchsichtig oder weiß bis hellgrau durchscheinend bis durchsichtig. Durch Fremdbeimengungen können verschiedene Feldspate aber auch eine hellrosa oder fleischrote, grünliche bis gelbliche sowie bläuliche bis braune Farbe annehmen. Die Strichfarbe ist allerdings immer weiß.
Feldspate gelten als die wichtigsten gesteinsbildenden Minerale der Erdkruste mit einem Anteil von fast 60 %. Zudem bestehen große Teile der Mond-Hochländer oder Ebenen aus Anorthosit und damit zu großen Teilen aus Feldspat.
Feldspate bilden sich in basischen bis sauren Gesteinen und kristallisieren in einem Schmelztemperaturbereich zwischen 1200 und 1300 °C.

## Etymologie und Geschichte

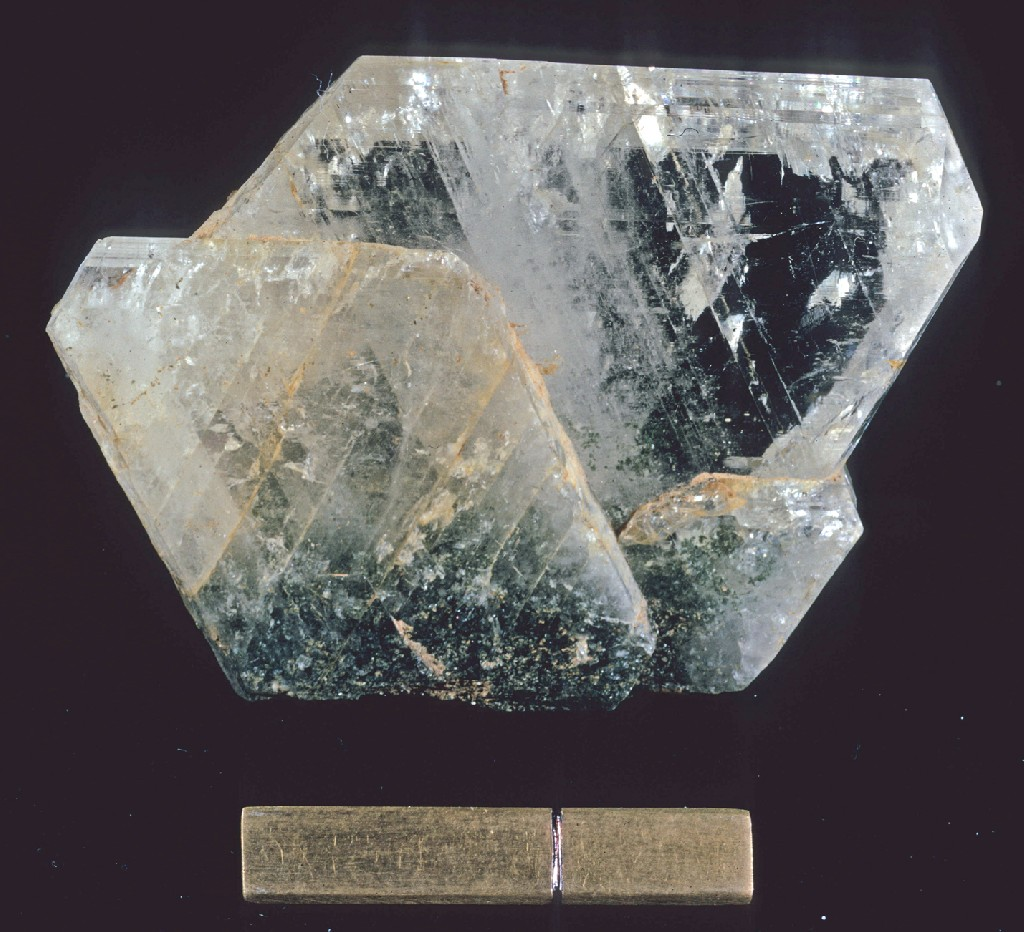
Natrium-Feldspat Albit mit deutlich sichtbaren Spaltrissen

Feldspat ist aus den Wörtern Feld und Spat zusammengesetzt. Als Pluralform ist sowohl Feldspäte als auch Feldspate in der Fachliteratur zu finden.
Jahrhundertelang sprachen die Bergleute Minerale und Gesteine allgemein als Spat an, wenn sie die Eigenschaft besaßen, sich besonders gut (vollkommen) spalten zu lassen. Die Vollkommenheit der Spaltbarkeit zeigte sich oft schon an den vorhandenen, sichtbaren Spaltrissen und daran, dass sich vom Mineral- bzw. Gesteinskörper beim Anschlagen mit einem Hammer feine Blättchen („Spaten“) ablösten.
Etwa Mitte des 18. Jahrhunderts kam der Begriff Feldspat auf, als man in der Mineralogie lernte, die verschiedenen Mineralarten genauer zu unterscheiden. Zur genauen Herkunft dieses Namens gibt es allerdings verschiedene Theorien. So stellte sich beispielsweise Urban Brückmann 1783 die Frage, ob der Feldspat seinen Namen in Anlehnung an seine charakteristische Art des Vorkommens in Form von Feldern oder Flecken in Granit und anderen Gesteinsarten (nie als ganze Gänge, Felsen oder Gebirge) erhalten haben könnte. René-Just Haüy vermutete dagegen 1804 in seinem Werk Traité de minéralogie, der Name könnte in Anlehnung an die Tatsache gewählt worden sein, dass oft Feldspat-Bruchstücke auf den Feldern gefunden wurden. Der Feldspat wäre daher als „Spat von den Feldern“ zu verstehen und ein Hinweis darauf, dass Feldspat durch Verwitterung allmählich in Ackererde überging.

## Klassifikation

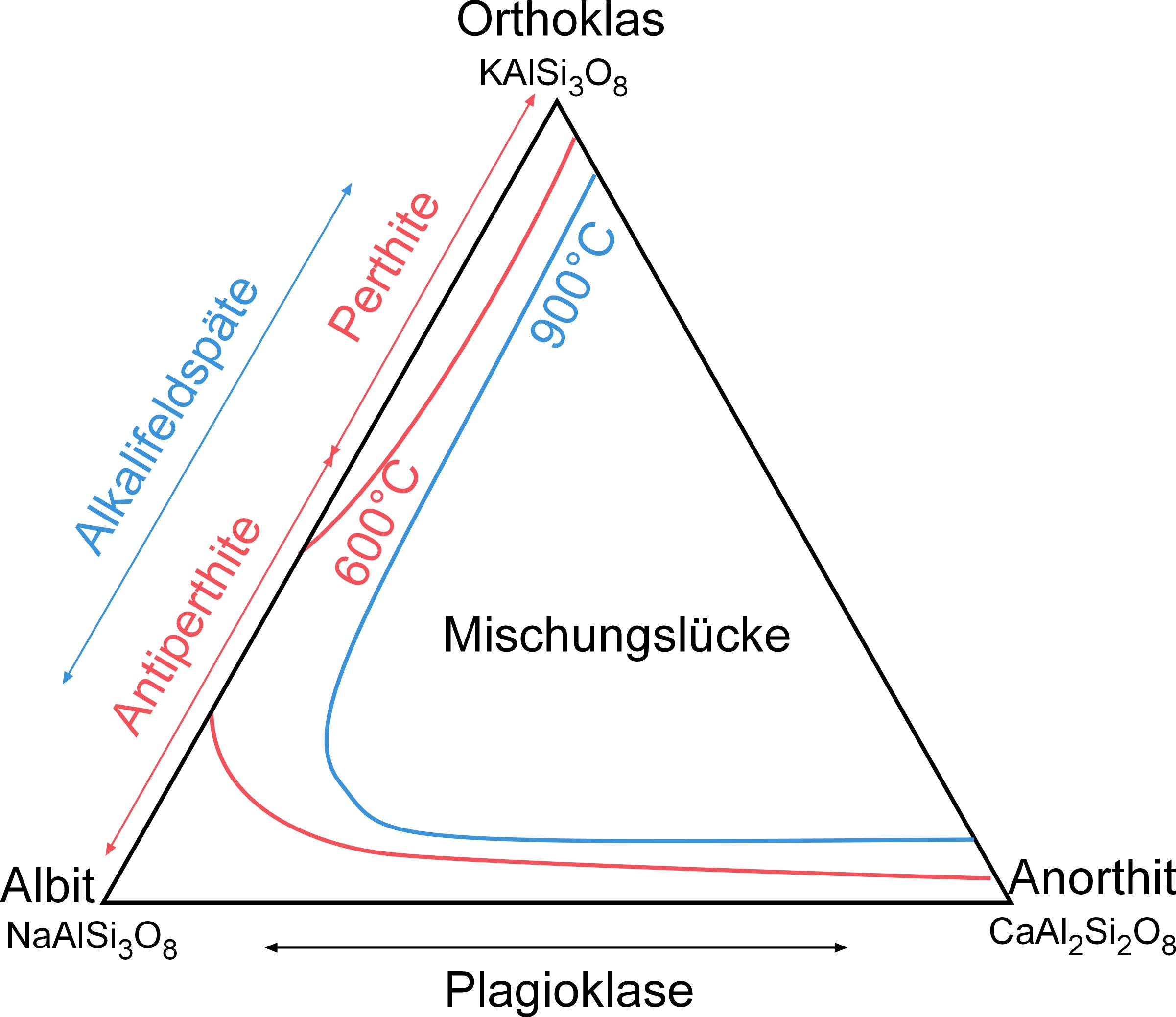
Mischbarkeit im ternären Feldspatsystem bei 900 °C (blau) und 600 °C (rot) sowie Änderung der Nomenklatur

Ausgehend von den (chemischen) Endgliedern Or (KAlSi3O8, Sanidin, Orthoklas, Mikroklin), Ab (NaAlSi3O8 Albit/Analbit) und An (CaAl2Si2O8 Anorthit) lassen sich die Feldspate in drei verschiedene Gruppen einteilen:

### Alkalifeldspate
Alkalifeldspate sind Mischkristalle der Ab-Or-Mischkristallreihe mit den Endgliedern Albit/Analbit (NaAlSi3O8) und Kalifeldspat bzw. Sanidin/Orthoklas/Mikroklin (KAlSi3O8). Sie bilden die Mischkristalle Anorthoklas, Na-Sanidin und Sanidin und haben einen hohen Anteil an Kalium und Natrium. Allerdings sind sie nur bei hohen Temperaturen stabil mischbar. Bei langsamer Abkühlung kommt es zur Ordnung der Aluminium- und Siliciumatome auf bestimmte Gitterplätze (Al,Si-Ordnung oder Ordnungsgrad). Beim monoklinen Sanidin (hohe Temperatur) liegen die Aluminium- und Siiliziumatome nahezu zufällig verteilt auf den vier möglichen Tetraederplätzen (2×T1, 2×T2) vor, wobei der T1-Platz leicht bevorzugt wird. Durch den Ordnungsprozess reichert sich das Aluminium auf dem T1-Platz an und es bildet sich Orthoklas. Dieser ist optisch monoklin, besteht aber submikroskopisch bereits aus triklinen Domänen. Orthoklas gilt als thermodynamisch gestrandete Struktur. Bei weiterer Abkühlung zwischen etwa 480 °C und 450 °C und in Anwesenheit eines Fluids spalten sich die Tetradederplätze auf in T10, T1m, T20 und T2m, wobei das Aluminium auf dem T10-Platz angereichert wird und Mikroklin auf der Or-Seite gebildet wird. Auf der Ab-Seite der Alkalifeldspäte bildet sich bei hoher Temperatur zunächst Monalbit, dieser ist jedoch nicht stabil und geht ab etwa 980 °C in Analbit oder Hoch-Albit durch einen displaziven Phasenübergang über. Bei weiterer langsamer Abkühlung reichert sich das Aluminium auf den T10-Plätzen an, und der Hoch-Albit oder Analbit geht in den Tief-Albit bzw. Albit über.
Der genaue Grad der Aluminium-Silicium-Ordnung kann mithilfe von Polarisationsmikroskopie, Röntgenographischenuntersuchungen und Infrarotspektroskopie bestimmt werden.
Bei der Abkühlung kommt es zusätzlich zu Entmischungen, die sich in natriumreichen Lamellen in Kalifeldspat (Perthit), bzw. in kaliumreichen Lamellen in Albit (Antiperthit) äußern. Den Vorgang selbst bezeichnet man als perthitische Entmischung.

### Plagioklase

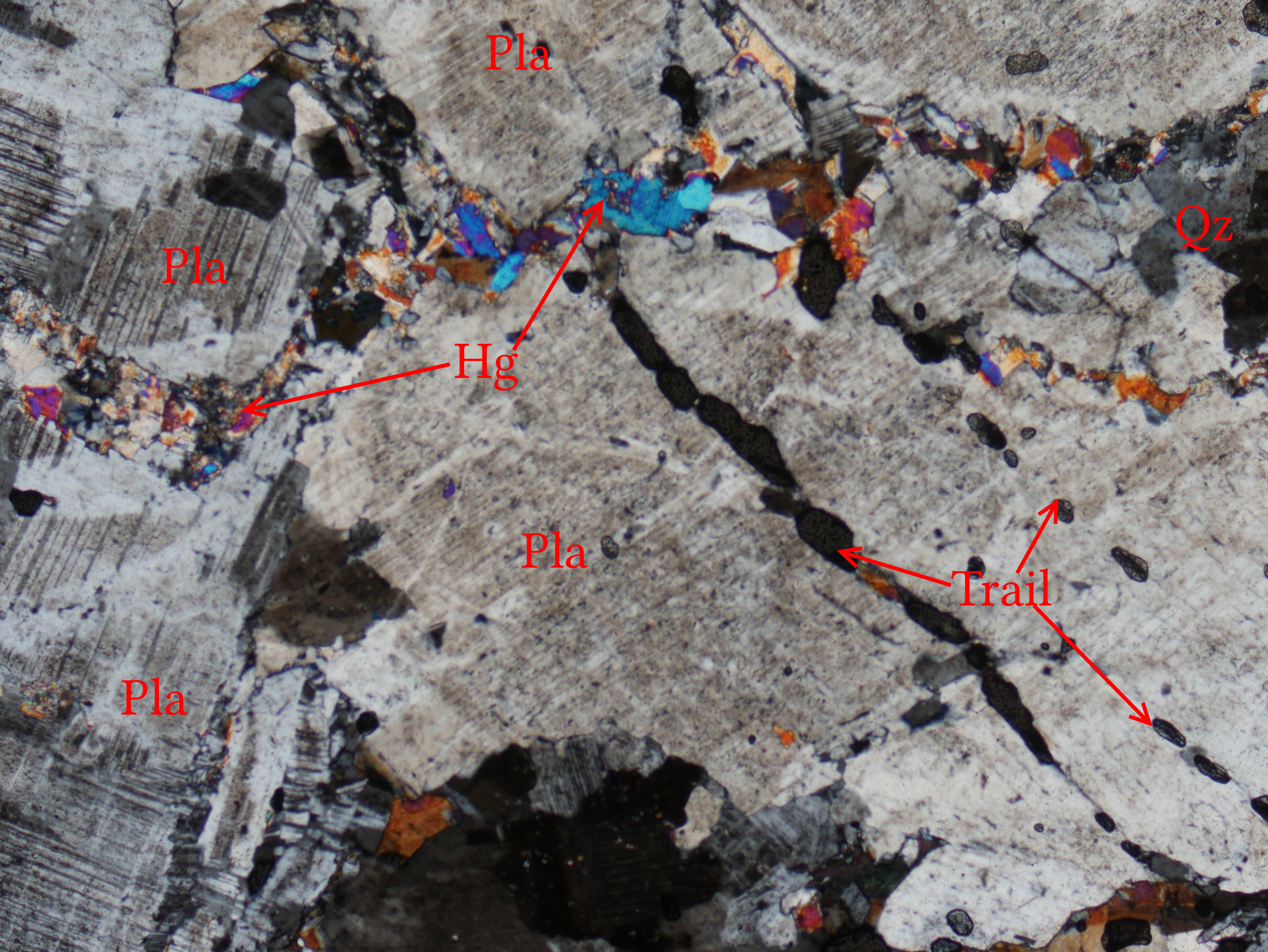
Dünnschliff eines albit-reichen Plagioklases (Pla) von den Lofoten. Die polysynthetischen Zwillinge sind gut unter gekreuzten Polarisatoren zu sehen. Weiter befinden sich Muskovit (Hg) und Quarz (Qz) im Bild. Bildbreite 3,3 mm.

Plagioklase (auch Kalknatronfeldspate) sind Mischkristalle der Ab-An-Mischkristallreihe mit den Endgliedern Albit/Analbit (NaAlSi3O8) und Anorthit (CaAl2Si2O8). Sie zeichnen sich durch einen hohen Gehalt an Calcium und Natrium aus. Da man makroskopisch keine Unterschiede erkennt, werden die Mischkristalle nach dem Anteil des Anorthits unterteilt: Albit (0–10 %), Oligoklas (10–30 %), Andesin (30–50 %), Labradorit (50–70 %), Bytownit (70–90 %) und Anorthit (90–100 %). Diese Mischkristallreihe der Plagioklase besitzt ebenfalls temperaturabhängige Entmischungen, die allerdings weniger ausgeprägt sind als bei den Alkalifeldspaten und sich nur in mikroskopisch dünnen Lamellen im Kristall zeigen. Man kennt drei Mischungslücken, die wieder nach dem Anteil des Anorthits unterschieden und als Peristerit-Entmischung (2–16 %), Bøggild-Entmischung (47–58 %) und Huttenlocher-Entmischung (67–90 %) bezeichnet werden.
Weiterhin können die Plagioklase anhand ihrer Aluminium-Silicium-Ordnung klassifiziert werden. Aluminium und Silicium teilen sich die vier unterscheidbaren Tetraederplätze im Kristallgitter. Man unterscheidet zwischen tief Plagioklas (hoher Ordnungsgrad) und hoch Plagioklas (niedriger Ordnungsgrad). Während auf der Ab-Seite im Prinzip alle möglichen Ordnungsgrade möglich sind, ist auf der An-Seite nur eine alternierende Al,Si-Ordnung (Al-Si-Al-Si und so weiter) möglich, da aufgrund des Calcium-zu-Natrium-Verhältnisses nur so die Ladungsbilanz ausgeglichen ist (Löwenstein-Regel). Zwischen den beiden Endgliedern Ab und An nimmt daher das Feld der möglichen Ordnungsgrade ab, jedoch nicht linear.

### Ternäre Feldspate
Ternäre Feldspate liegen im inneren des Dreiecks aus Kalifeldspat-Albit-Anorthit mit einer jedoch bei sinkenden Temperaturen zunehmend großen Mischungslücke.

### Einzelminerale, Varietäten und Modifikationen

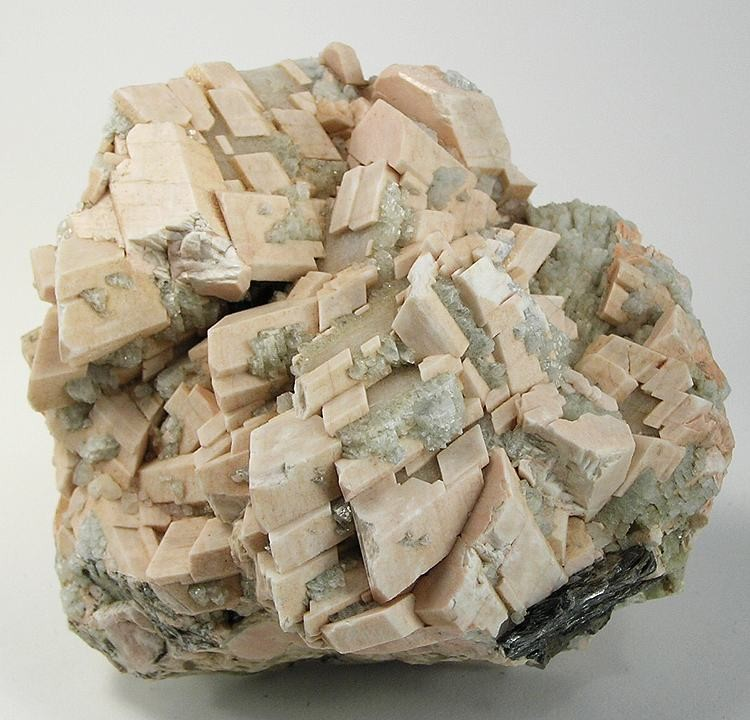
Mikroklin-Kristallgruppe aus Papachacra, Catamarca, Argentinien
(Größe: 9,9 cm × 9,0 cm × 5,3 cm)

Die Bezeichnung eines Einzelminerals kann auch mittels Prozentangaben erfolgen: Zum Beispiel stellt man einen An-Ab-Mischkristall aus 60 % Albit und 40 % Anorthit mit Ab60An40 oder auch nur kurz Ab60 bzw. An40 dar und bezeichnet ihn aufgrund dieser Zusammensetzung als Andesin.
Anerkannte Minerale und ihre Varietäten
- Albit NaAlSi3O8 – triklin
  - Periklin, Cleavelandit
  - Analbit (triklin) und Monalbit (monoklin) sind instabile Hochtemperaturmodifikationen von Albit
- Anorthit Ca(Al2Si2O8) – triklin
- Buddingtonit (NH4)(AlSi3)O8 – monoklin
- Celsian Ba(Al2Si2O8) – monoklin
- Ferrisanidin K(Fe3+Si3O8) – monoklin
- Filatovit K(Al,Zn)2(As,Si)2O8 – monoklin
- Mikroklin K(AlSi3O8) – triklin, Tieftemperatur-Modifikation von Orthoklas
  - Amazonit
- Orthoklas K(AlSi3O8) – monoklin
  - Adular, Mondstein
- Paracelsian, Ba(Al2Si2O8) – monoklin
- Reedmergnerit, NaBSi3O8 – triklin
- Rubiklin Rb(AlSi3O8) – triklin
- Sanidin K(AlSi3O8) – monoklin, Hochtemperatur-Modifikation von Orthoklas
- Slawsonit Sr(Al2Si2O8) – monoklin

Nicht anerkannte Zwischenglieder einer Mischreihe
Reihe Albit–Anorthit
- Oligoklas An10–30
  - Peristerit, Aventurin-Feldspat (Sonnenstein)
- Andesin An30–50
- Labradorit An50-70
- Bytownit An70-90
  - Maskelynit

Reihe Albit–Orthoklas
- Anorthoklas Or20Ab80–Or30Ab70

Reihe Orthoklas–Celsian
- Hyalophan (K,Ba)(Al,Si)4O8

### Systematik
In allen Mineral-Systematiken gehört die Feldspatgruppe zur Mineralklasse der „Silikate und Germanate“ und dort zur Abteilung der „Gerüstsilikate“ (Tektosilikate).
Die veraltete 8. Auflage der Mineralsystematik nach Strunz unterteilt die hier als „Feldspat-Familie“ bezeichnete Gruppe mit der System-Nummer VIII/F.03 in drei Untergruppen, namentlich Kalifeldspate (VIII/F.03a), Bariumfeldspate (VIII/F.03b) und Plagioklase (VIII/F.03c).
Im zuletzt 2018 überarbeiteten und aktualisierten Lapis-Mineralienverzeichnis nach Stefan Weiß (auch Lapis-Systematik), das sich aus Rücksicht auf private Sammler und institutionelle Sammlungen noch nach dieser alten Form der Systematik von Karl Hugo Strunz richtet, reicht die Feldspat-Familie von den Gruppen VIII/J.06 (Buddingtonit, Celsian, Hexacelsian, Hyalophan, Kokchetavit, Mikroklin, Orthoklas, Paracelsian, Rubiklin, Sanidin, Slawsonit) bis VIII/J.07 (Albit, Andesin, Anorthit, Anorthoklas, Banalsit, Bytownit, Dmisteinbergit, Filatovit, Kumdykolit, Labradorit, Liebermannit, Lingunit, Oligoklas, Stöfflerit, Stronalsit, Svyatoslavit).
Die von der International Mineralogical Association (IMA) zuletzt 2009 aktualisierte 9. Auflage der Strunz’schen Mineralsystematik ordnet die Feldspate in die bereits feiner unterteilte Abteilung der „Gerüstsilikate (Tektosilikate) ohne zeolithisches H2O“ ein. Diese ist zudem weiter unterteilt nach der möglichen Anwesenheit zusätzlicher Anionen, so dass die Feldspate entsprechend ihrer Zusammensetzung in der Unterabteilung „Gerüstsilikate (Tektosilikate) ohne zusätzliche Anionen“ zu finden sind. Die Minerale sind hier in die beiden Gruppen der „Alkalifeldspate“ mit der System-Nr. 9.FA.30 (Adular, Anorthoklas, Buddingtonit, Celsian, Hyalophan, Mikroklin, Monalbit, Orthoklas, Rubiklin, Sanidin) und der „Plagioklase“ mit der System-Nr. 9.FA.35 (Albit, Andesin, Anorthit, Bytownit, Labradorit, Oligoklas, Reedmergnerit) aufgeteilt.
In der vorwiegend im englischen Sprachraum gebräuchlichen Systematik der Minerale nach Dana sind die Minerale der Felspatgruppe bevorzugt nach der Kristallstruktur klassifiziert und daher über mehrere Abteilungen und Unterabteilungen verteilt. Hauptmerkmal ist hier das Al-Si-Gitter in der Unterabteilung 76.01 mit den K(Na,Ba)-Feldspaten, der Plagioklas-Reihe, der Paracelsian- und Banalsitgruppe sowie den Hexagonalen Feldspate (Hochdruckminerale) und den weiteren Feldspatvertretern und verwandte Arten in der Unterabteilung 76.02.

## Bildung und Fundorte
Feldspate treten meist in Form tafeliger oder säuliger, oft verzwillingter Kristalle auf und finden sich sowohl in magmatischen als auch in metamorphen und Sedimentgesteinen.
Welcher Feldspattyp sich in einem gegebenen magmatischen Gestein findet, hängt von der chemischen Zusammensetzung und der Temperatur der ursprünglichen Schmelze ab: Kalifeldspate bilden sich bei vergleichsweise niedrigen Temperaturen in siliciumdioxidreichen Magmen, die beim Abkühlen die Gesteine Granit und Rhyolith bilden. Ist die Schmelze dagegen eher arm an Siliciumdioxid und kristallisiert bei vergleichsweise hoher Temperatur, so entstehen Plagioklase, die sich dann in Gesteinen wie Gabbro oder Basalt finden.
In Gestalt von erosionsbedingt entstandenem Feldspatstaub spielt die Substanz eine wichtige Rolle beim Wettergeschehen in der Atmosphäre. Als Staubpartikel sind Feldspate extrem aktive Aerosole, die als Kondensationskerne für Wassertropfen dienen.
Feldspat verwittert in der Natur zu Tonmineralen wie z. B. Kaolinit {\displaystyle \mathrm {Al_{2}Si_{2}O_{5}(OH)_{4}} } plus Quarz ({\displaystyle \mathrm {SiO_{2}} }):
{\displaystyle \mathrm {2KAlSi_{3}O_{8}+2H_{2}CO_{3}+H_{2}O\longrightarrow \ Al_{2}Si_{2}O_{5}(OH)_{4}+4SiO_{2}+\ 2K^{+}\ +\ 2HCO_{3}^{-}} }
Die größten Abbauländer von Feldspat waren im Jahr 2020 die Türkei, Italien, Indien, Iran und China. Einen Überblick über die globalen Abbaumengen gibt folgende Tabelle:
| Land                         | 2019        | 2020       | 2021       |
| ---------------------------- | ----------- | ---------- | ---------- |
|                              | (in Tonnen) |            |            |
| Ägypten                      | 400.000     | 400.000    |            |
| Brasilien                    | 300.000     | 300.000    | 300.000    |
| Volksrepublik China          | 2.000.000   | 2.500.000  | 2.600.000  |
| Deutschland                  | 260.000     | 260.000    |            |
| Indien                       | 4.000.000   | 6.000.000  | 6.200.000  |
| Iran                         | 750.000     | 2.400.000  | 2.400.000  |
| Italien                      | 4.000.000   | 2.200.000  | 2.200.000  |
| Malaysia                     | 202.000     | 200.000    |            |
| Mexiko                       | 210.000     | 300.000    | 500.000    |
| Polen                        |             | 405.000    | 350.000    |
| Russland                     | 290.000     | 300.000    | 350.000    |
| Saudi-Arabien                | 210.000     | 210.000    |            |
| Spanien (inklusive Pegmatit) | 800.000     | 650.000    | 800.000    |
| Südkorea                     | 620.000     | 415.000    | 420.000    |
| Thailand                     | 1.200.000   | 1.200.000  | 1.300.000  |
| Tschechien                   | 441.000     | 419.000    | 420.000    |
| Türkei                       | 5.500.000   | 5.000.000  | 7.800.000  |
| Vereinigte Staaten           | 450.000     | 430.000    | 400.000    |
| Andere Länder                | 1.320.000   | 1.920.000  | 1.900.000  |
| Gesamt (gerundet)            | 23.000.000  | 24.400.000 | 28.000.000 |

## Verwendung

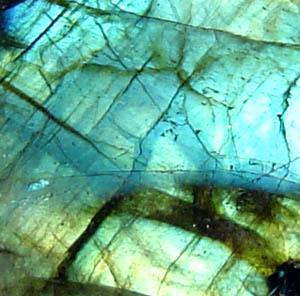
Labradorit, angeschliffen

Einige Varietäten des Feldspat wie Labradorit oder Orthoklas finden bei geeigneter Qualität als Schmuckstein Verwendung.
Feldspat ist neben Kaolin und Quarz ein wichtiger Bestandteil bei der Porzellanherstellung.
Besonders reiner Feldspat wird als Ausgangsmaterial für Zahnersatz (Inlays, Veneers) verwendet. Das Mineralgestein wird gemahlen, gereinigt und gebrannt. Chemische Prozesse spielen dabei keine Rolle. Die daraus industriell gefertigte Keramik ist in ihren physikalischen Eigenschaften der natürlichen Zahnsubstanz sehr ähnlich, wodurch sie sich optimal in den Zahn einfügt.
Bei der Herstellung von Steinzeugfliesen und Platten dient Feldspat dazu, die Glasur in einem Arbeitsgang aufzusintern. Bereits vor dem Brennen des Scherben wird die Glasur aufgetragen und im Ofen auf etwa 1350 °C erhitzt. Der im Scherben enthaltene Feldspat schmilzt und sorgt neben Festigkeit und Zusammenhalt des Werkstücks auch für die Anbindung der Glasur auf der fertigen Fliese.